# Nikolai Wassiljewitsch Busse

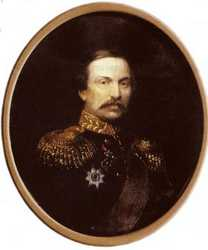
Nikolai Wassiljewitsch Busse

Nikolai Wassiljewitsch (Wilhelmowitsch) Busse (russisch Николай Васильевич Буссе; * 1828 im Gouvernement St. Petersburg; † 28. Augustjul. / 9. September 1866greg. in Transbaikalien) war der erste russische Verwalter auf der Insel Sachalin und der erste Militärgouverneur der Oblast Amur.

## Leben
Busse stammte aus einer lutherischen Adelsfamilie. Er absolvierte das Pagenkorps und trat im August 1845 mit Beförderung zum Praporschtschik in das Semjonowski-Leibgarderegiment ein.
Auf Empfehlung seines Regimentskameraden und Freundes Michail Korsakow, der zu dieser Zeit Beamter für besondere Aufträge beim Generalgouverneur Ostsibiriens Nikolai Murawjow-Amurski war, wurde Busse 1852 Offizier für besondere Aufträge beim Generalgouverneur Ostsibiriens in Irkutsk. Der Leiter der Amur-Expedition Gennadi Newelskoi, der nun auch die Sachalin-Expedition leitete, schickte Busse sogleich nach Kamtschatka, um die Landung vorzubereiten. Als Busse Anfang August 1852 in Petropawlowsk ankam, hatte Leutnant Nikolai Rudanowski, der sich freiwillig für die Sachalin-Expedition gemeldet hatte, bereits das Nötige veranlasst. Busse kontrollierte und genehmigte alles und bereitete das Winterquartier vor. Aus der Awatscha-Bucht segelte die Expeditionsmannschaft mit dem Transportschiff Nikolai zwei Wochen lang zum Winterquartier Petrowskoje an der Küste des Ochotskischen Meers am Eingang zum Tatarensund, wo sie Newelskoi erwartete und wo Busse sein Sachalin-Tagebuch begann. Da Leutnant Rudanowski der einzige Offizier in der Expeditionsmannschaft war, bat Newelskoi Busse, nicht nach Irkutsk zurückzukehren, sondern zu bleiben und die Expeditionsmannschaft zu leiten.
Im September 1853 verließ das Transportschiff mit Newelskoi, Busse und der Expeditionsvorhut Petrowskoje und erreichte nach zwei Wochen nach Krusensterns Seekarte  das Ainu-Dorf Tomari-Aniwa auf Sachalin, wo es eine japanische Wache gab. Gegen den Rat Busses beschloss Newelskoi die Einrichtung eines russischen Postens im Hauptdorf Südsachalins Tomari-Aniwa, um den russischen Anspruch deutlich zu machen. Nach der Landung, bei der Dorfbewohner halfen, wurde der Posten mit Flaggenhissung feierlich eröffnet und zu Ehren des Generalgouverneurs Ostsibiriens Murawijowski-Posten genannt. Während Newelskoi mit dem Transportschiff Sachalin wieder verließ und in den Kaiserhafen zurückkehrte, leitete Busse den Aufbau des Postens, der bis April 1854 dauerte. Neweskoi hatte wegen der Friedfertigkeit der Ainu und der freundlichen Politik gegenüber den Ainu und den Japanern eine Befestigung nicht für nötig gehalten, aber Busse plante den Posten zu befestigen. Als im März 1854 in einigen Dörfern die Ainu hungerten, bot er ihnen im Posten kostenlos Erbsen und Graupen an. Im April erfuhr er durch einen Brief Korsakows, dass er im Dezember zum Oberstleutnant befördert worden war.
Im April erschienen japanische Fischer mit vier Schiffen in Begleitung von japanischen Offizieren und Soldaten, deren Absichten unklar waren. Busse erklärte, dass er höchstens 20 Offiziere mit Soldaten als ihre Diener zulassen würde, und versetzte den Posten in den Verteidigungszustand. Nachdem im März 1854 Frankreich und Großbritannien in den Krimkrieg eingetreten waren, wurde die Lage kompliziert, indem ein britisch-französisches Geschwader im Ostpazifik erschien. Das geplante Treffen Vizeadmirals Jewfimi Putjatin mit japanischen Vertretern in Tomari-Aniwa konnte nicht mehr stattfinden. Stattdessen schickte Putjatin per Schiff einen Brief an Busse mit der Aufforderung, den Posten auf Sachalin für eine gewisse Zeit nach eigenem Ermessen zu schließen. Nach Beratung mit allen Kommandeuren und Offizieren der Schiffe, die sich gerade am Posten befanden, wurde der Posten geräumt und aufgegeben. Busse kehrte im Mai 1854 mit dem gesamten Personal und der gesamten Ausrüstung in den Kaiserhafen zurück.
Nach der Rückkehr organisierte Busse die sogenannten Amur-Flöße, die aus Karawanen von Lastkähnen mit begleitenden kleinen Dampfschiffen gebildet wurden und Versorgungsgüter den Amur abwärts zu den Siedlern brachten und Truppen transportierten. Bei der dritten Amur-Floß-Rückfahrt von der Amur-Mündung nach Transbaikalien 1856 starben nach offiziellen Angaben 90 Menschen und nach Angaben von Zeitgenossen mehr als 200 Menschen an Hunger, Kälte und Krankheiten. Im August 1856 wurde Busse zum Oberst befördert und zum Chef des Stabs des Generalgouverneurs Ostsibiriens für das See- und Landamt ernannt.
Im Dezember 1858 wurde Busse Generalmajor und Anfang 1859 Militärgouverneur der neu gebildeten Oblast Amur. Er entwickelte die Landwirtschaft in den neuen Siedlungsgebieten und den Handel mit Chinesen. Er richtete im Laufe der Zeit 30 Kosakenschulen ein, die jedes Jahr von bis zu 600 Kindern besucht wurden. Eröffnet wurden Brotläden, Krankenstationen, Kinderheime und Bibliotheken. Auf Busses Empfehlung wurde sein Vetter Fjodor Busse 1862 Beamter für besondere Aufträge in der Hauptverwaltung Ostsibiriens in Irkutsk, der dann Fragen der Ansiedlung bearbeitete und den Aufbau neuer Siedlungen in der Süd-Ussuri-Region kontrollierte.
Während der Rückkehr aus Blagoweschtschensk nach Irkutsk erlitt Busse einen Schlaganfall und starb am 9. September auf der Station Domno-Kljutschewskaja bei Tschita.
Busses Erben begannen 1871 Busses Aufzeichnungen über die Sachalin-Expedition im Westnik Jewropy zu veröffentlichen. Busses Anmerkungen zu den beteiligten Personen lösten heftige öffentliche Diskussionen aus. Erst 2007 kam es zu einer Neuausgabe in Juschno-Sachalinsk, während eine japanische Übersetzung bereits 2003 in Tokio erschienen war.
Busses Namen tragen eine Lagune an der Südküste Sachalins bei Korsakow, ein Berg bei Alexandrowsk-Sachalinski, ein Leuchtturm bei Slawjanka, ein Dorf bei Swobodny und ein früheres Kosakengrenzdorf (jetzt Grenzposten) und ein Dorf bei Lessosawodsk.

## Ehrungen, Preise
- Orden des Heiligen Wladimir IV. Klasse (1854), III. Klasse (1861)
- Sankt-Stanislaus-Orden II. Klasse (1856), I. Klasse (1863)
- Orden der Heiligen Anna II. Klasse mit Kaiserkrone (1857), I. Klasse[2]
- lebenslange Pension von 1500 Rubel in Silber jährlich (1858)